# OT-62 TOPAS
L'OT-62 TOPAS (in ceco e slovacco Obrněný Transportér vzor 62, ovvero veicolo trasporto truppe modello 62 e Transportér Obrněný Pásový, veicolo trasporto truppe cingolato, in ceco e Transporter Opancerzony Średni, veicolo blindato da trasporto medio, in polacco) è un veicolo trasporto truppe anfibio sviluppato in Cecoslovacchia e Polonia negli anni '50 e prodotto a Detva a partire dal 1962.

## Storia
Sul finire degli anni '50 la Cecoslovacchia acquistò dei BTR-50 e la licenza per produrli localmente. Nel 1958 iniziò lo sviluppo di un aggiornamento del BTR-50 per le forze armate cecoslovacche e polacche che si focalizzava in particolare su miglioramenti al motore e alla trasmissione. Nel 1964 il veicolo entrò in servizio in Cecoslovacchia con la denominazione OT-62 e nel 1966 in Polonia con la denominazione Transporter Opancerzony Średni (blindato da trasporto medio). La produzione terminò nel 1972.
L'OT-62 ha partecipato alle prime operazioni belliche durante la guerra dei sei giorni quando venne impiegato da Egitto e Siria e alcuni esemplari vennero catturati da Israele e in seguito ceduti all'Esercito del Libano del Sud; altri conflitti che videro l'impiego dell'OT-62 furono la guerra d'attrito, la guerra del Kippur, la guerra del Sahara Occidentale, la guerra del Golfo e l'invasione dell'Iraq del 2003.

## Caratteristiche
L'OT-62 è derivato dal BTR-50PK dal quale si differenzia per maggiori velocità sia a terra che in acqua ottenute grazie a un motore più potente, per il compartimento di trasporto chiuso e, su alcune versioni, per armamento posizionato in torretta. La corazzatura è realizzata in acciaio saldato e il veicolo è diviso in tre compartimenti: di fronte si trovano il pilota al centro, il comandante sulla sinistra e, nelle versioni armate, il mitragliere, nella parte centrale è localizzato il compartimento per le truppe e nella sezione posteriore si trova il motore. L'accesso al compartimento per le truppe avviene primariamente tramite due portelli installati sulla parte superiore e può avvenire anche tramite un portello laterale per lato. Il motore diesel sovralimentato PV-6 è uno sviluppo del sovietico V-6 a 6 cilindri ed è in grado di erogare una potenza massima di 221 kW, 44 in più del V-6 installato sui BTR-50. Due eliche sono installate nella parte posteriore per la propulsione anfibia.

## Versioni
- OT-62: versione originale disarmata analoga al BTR-50PK ad eccezione del più potente motore PV-6 e dei portelli laterali.
  - OT-62A TOPAS: versione di base polacca disarmata.[2]
    - OT-62 R3, OT-62 R4 MT: veicoli di comando derivati dall'OT-62A con equipaggiamento radio aggiuntivo.
- OT-62B: versione cecoslovacca con una Vz. 59 da 7,62 mm in torretta installata sulla destra e possibilità di montare un cannone senza rinculo T-21 da 82 mm di fianco alla torretta.
  - OT-62 R2, OT-62 R2 M: veicoli di comando derivati dall'OT-62B privi di cannone T-21 e con equipaggiamento radio aggiuntivo.
- OT-62C: versione con una mitragliatrice KPVT da 14,5 mm in torretta centrale o con due mortai da 82 mm e fino a 8 artiglieri installati posteriormente.[2]
- OT-62D: OT-62B con un cannone senza rinculo vz. 59 da 82 mm installato nella parte posteriore.[3]
- DTP-62: veicolo corazzato da recupero armato con una Vz. 59 da 7,62 mm.
  - DTP-62M: veicolo corazzato da recupero specializzato per i BMP-1 e i T-55.
  - DTP-62/72: veicolo corazzato da recupero specializzato per i T-72.
- TOPAS-2A: versione polacca dell'OT-62B.
- TOPAS-2AP: versione polacca con torretta centrale e mitragliatrice KPVT da 14,5 mm e mitragliatrice SGMT coassiale da 7,62 mm in seguito sostituita con una PKT oppure equipaggiata con due mortai da 82 mm.
- TOPAS R-2, TOPAS R-3: veicoli di comando.
- WPT TOPAS: veicolo corazzato da recupero armato con una PK da 7,62 mm.

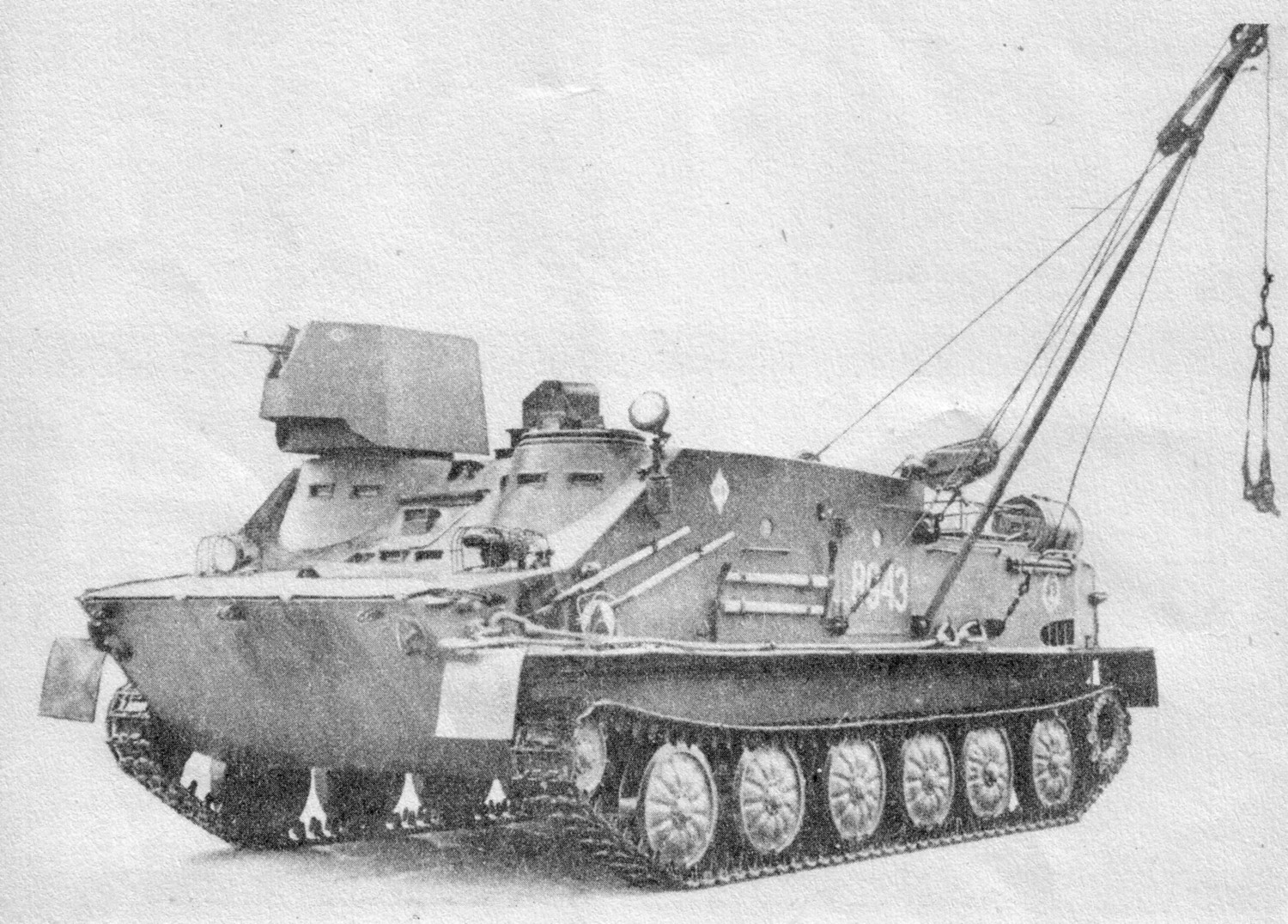
WPT-TOPAS polacco

## Utilizzatori
Angola
- Exército Angolano

50 OT-62A consegnati a partire dal 1976.
 Egitto
- Al-Quwwāt al-Barriyyat al-Miṣriyya

Circa 200 esemplari in servizio nel 2020.
 Iran
- Esercito della Repubblica Islamica dell'Iran

 Siria
- Al-Jaysh al-'Arabi al-Suri

 Slovacchia
- Pozemné sily Slovenskej republiky

WPT-TOPAS.
 Sudan
- Esercito sudanese

Circa 20 esemplari in servizio nel 2020.

### Utilizzatori passati
Bulgaria
- Suhopătni vojski na Bălgarija

 Cecoslovacchia
- Československá lidová armáda

890 veicoli consegnati.
 India
- Esercito dell'India[8]

 Iraq
- Al-Quwwat al-Barriyya al-ʿIrāqiyya

 Israele
- Zro'a Ha-Yabasha

Diversi esemplari catturati durante le guerre arabo-israeliane ritirati dal servizio a fine anni '80.
 Libano
- Esercito del Libano del Sud

Ceduti da Israele a fine anni '80
- Esercito libanese

Alcuni esemplari ex israeliani ottenuti dopo lo scioglimento dell'Esercito del Libano del Sud.
 Marocco
- Armée royale

25 OT-62A acquistati di seconda mano nel 1980, probabilmente dall'Egitto, oltre ad altri esemplari già in servizio.

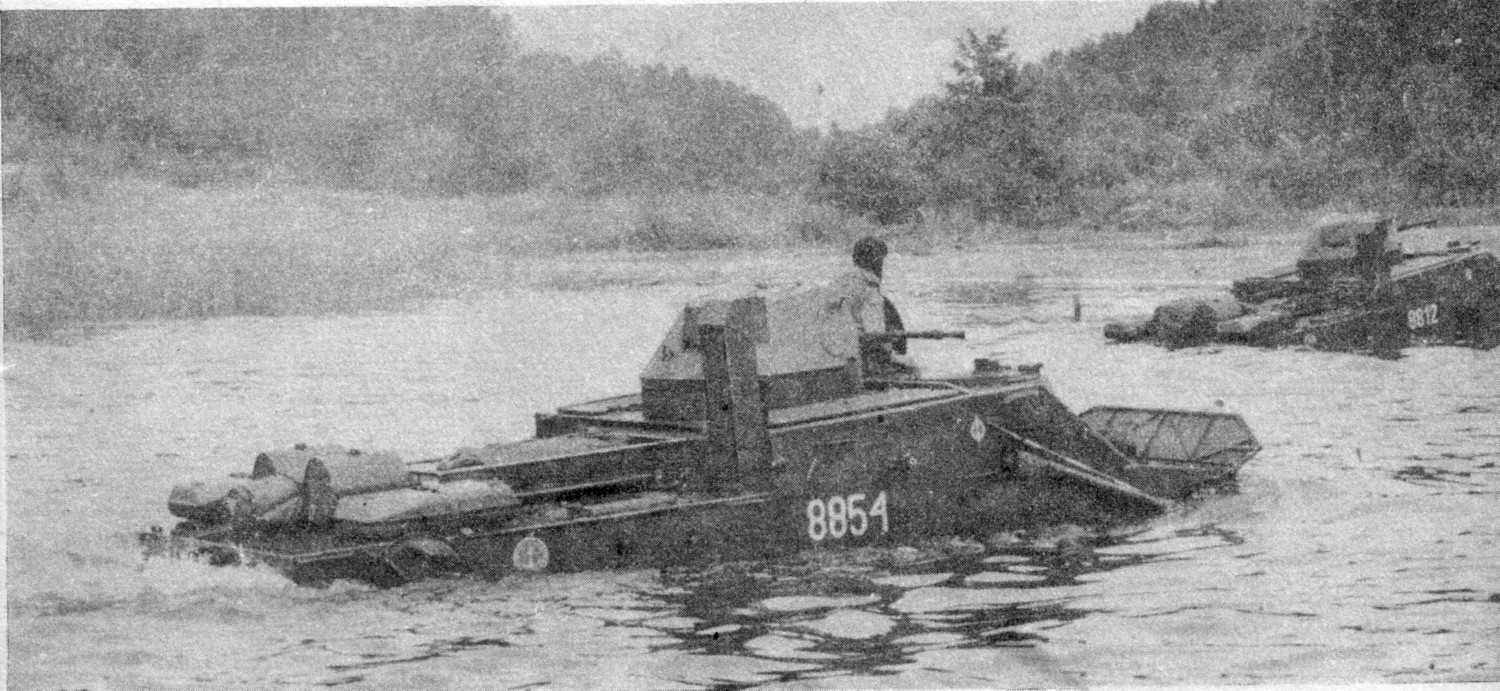
TOPAS-2AP in un'operazione anfibia

 Polonia
- Wojska Lądowe

600 esemplari consegnati utilizzati dalla fanteria di marina tra il 1964 e il 1994.
 Repubblica Democratica Tedesca
- Landstreitkräfte der NVA

10 WPT-TOPAS acquistati nel 1968.